# Латерализация
Латерализация функций головного мозга (лат. lateralis «боковой, расположенный в стороне») — процесс, происходящий в онтогенезе, посредством которого различные психические функции связываются с левым либо правым полушариями головного мозга. В результате латерализации дублирование функций между полушариями сменяется специализацией, устанавливается межполушарная асимметрия психических функций, и становится возможным говорить о доминантном и субдоминантном полушариях; при этом специализация различных функций (речи, слуха, зрения, ведущей руки) дифференцирована, и возможно различное соотношение доминантности полушарий по каждой из этих функций.
Латерализация у человека идет до окончания подросткового возраста. Поражение левого полушария до 12 лет может не влечь за собой нарушений речевой деятельности, характерных для сходных травм у взрослых, поскольку к этому возрасту процесс разделения речевых функций доминантного и субдоминантного полушарий еще не закончен. По мере старения латерализация может идти в обратном направлении, нивелируя асимметрию психических функций.
Внимание к межполушарной латеральности (асимметрии) было привлечено французским врачом Полем Брока в 1865 году. Он обнаружил, что у пациентов, страдавших нарушениями речи, вскрытие обнаруживает повреждения левой задненижней части третьей лобной извилины левого полушария (центр Брока).